# هانكا كبفرناجيل
هانكا كبفرناجيل (بالألمانية: Hanka Kupfernagel)‏ مواليد 19 مارس 1974 في غيرا، ألمانيا الشرقية، هي متسابقة ألمانية. شاركت في دورة الألعاب الأولمبية الصيفية وفازت بميدالية أولمبية.

## سجل النتائج

### سباقات أو مراحل فازت بها
- بطولة العالم لسباق الدراجات على الطريق

## الميداليات
| الميدالية | المسابقة                                    |
| --------- | ------------------------------------------- |
| ذهبية     | بطولة العالم لسباق الدراجات على الطريق 2007 |
| برونزية   | بطولة العالم لسباق الدراجات على الطريق 1998 |
| برونزية   | بطولة العالم لسباق الدراجات على الطريق 1998 |

## وصلات خارجية
- الموقع الرسمي

## روابط خارجية
- هانكا كبفرناجيل على موقع الاتحاد الدولي للدراجات (الإنجليزية)
- هانكا كبفرناجيل على موقع أرشيف الدراجات (الإنجليزية)
- هانكا كبفرناجيل على موقع إحصائيات الدراجات الإحترافية (الإنجليزية)
- هانكا كبفرناجيل على موقع نسبة الدراجات (الإنجليزية)
- هانكا كبفرناجيل على موقع CycleBase (الإنجليزية)
- هانكا كبفرناجيل على موقع أوليمبيديا (الإنجليزية)